# DODGE (satélite)

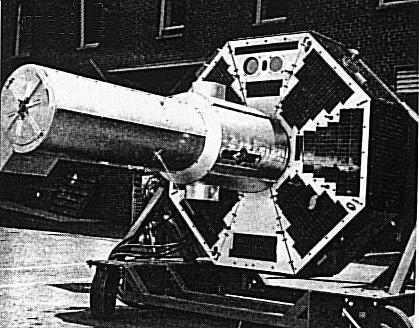
Imagem do satélite DODGE

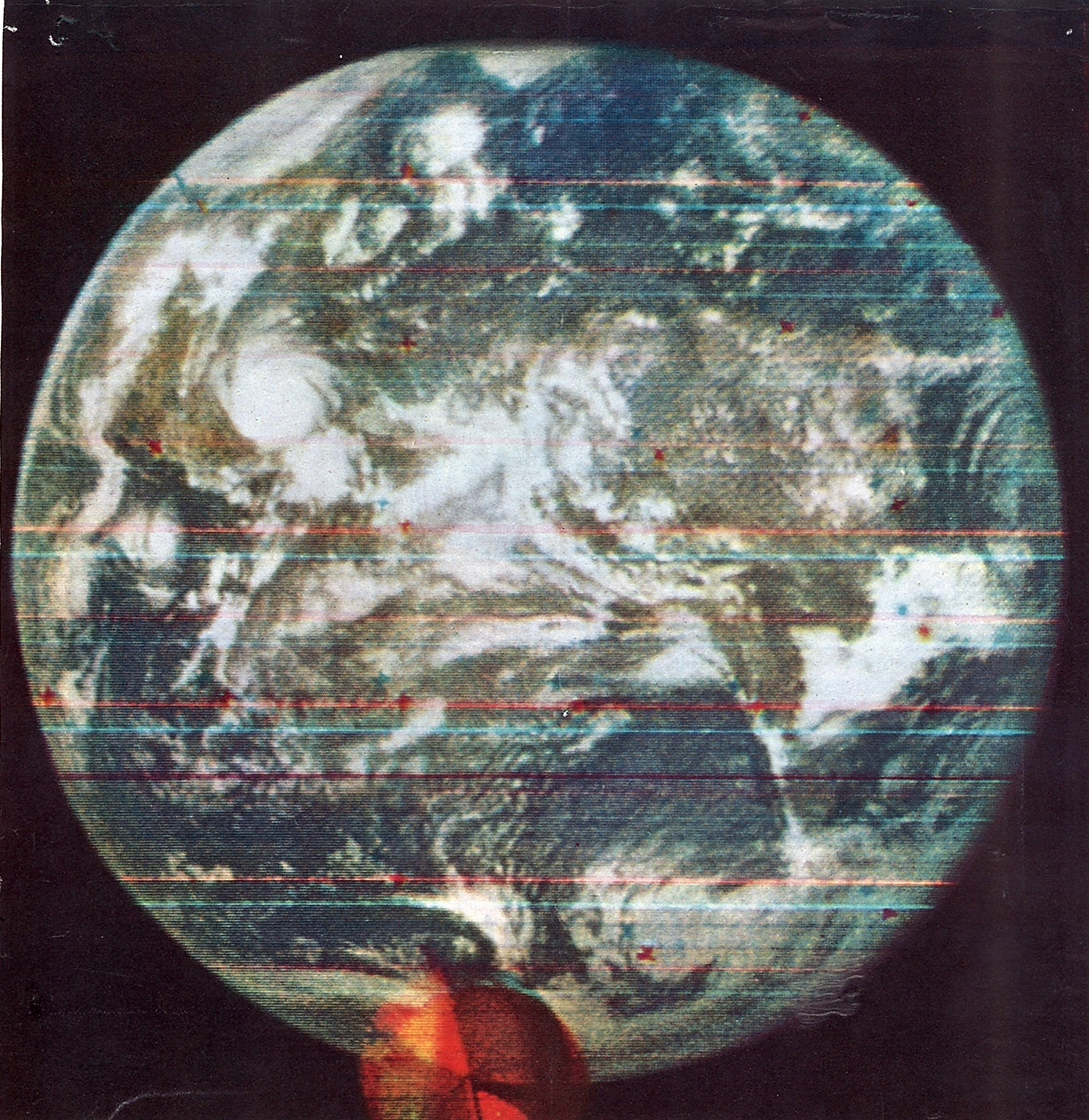
Foto da terra tirada pelo DODGE.

O DODGE (sigla em inglês para: Department of Defense Gravity Experiment; em português: Experimento de Gravidade do Departamento de Defesa) foi um satélite estadunidense lançado pela Força Aérea dos Estados Unidos com principal objetivo foi realizar estudos da estabilização de gravidade-gradiente, chegando quase a órbitas geoestacionárias. Seus objetivos secundários eram o de medir o Campo Magnético terrestre e tirar fotos da Terra em preto e branco e em fotos coloridas. Foi lançado em 1º de julho de 1967 do Complexo 41 da Estação da Força Aérea de Cabo Canaveral às 13:12:00 UTC, através de um foguete Titan III-C. O DODGE alcançou a primeira  bem-sucedida estabilização orbital 12 dias após o lançamento, e fotografou uma das primeiras imagens a cores do planeta Terra.

## Especificações do Satélite
- Massa: 102.0 kg
- Apogeo: 33.659 km
- Perigeo: 33.270 km
- Inclinação: 6.2º
- órbita: Geossíncrona
- Período Orbital: 1,318.9 minutos
- Poder: Bateria e células solares[3]